# (1139) Atami
(1139) Atami – planetoida z grupy przecinających orbitę Marsa.

## Odkrycie
Planetoida została odkryta 1 grudnia 1929 roku w Tokio przez japońskich astronomów Okuro Oikawę i Kazuo Kubokawę. Nazwa pochodzi od japońskiego miasta Atami. Przed nadaniem nazwy planetoida nosiła oznaczenie tymczasowe (1139) 1929 XE.

## Orbita
Orbita (1139) Atami nachylona jest do płaszczyzny ekliptyki pod kątem 13,09°. Na jeden obieg wokół Słońca ciało to potrzebuje 2 lat i 263 dni, krążąc w średniej odległości 1,94 au od Słońca. Mimośród orbity tej planetoidy to 0,255.

## Właściwości fizyczne
Atami ma średnicę około 6–7 km. Jego jasność absolutna to 12,51m. Okres obrotu tej planetoidy wokół własnej osi to ponad 27 godzin i 26 minut.

## Satelita planetoidy
Na podstawie obserwacji zmian krzywej blasku odkryto w pobliżu tej asteroidy naturalnego satelitę o wielkości szacowanej na około 5–7 km. O odkryciu poinformowano 1 września 2005 roku. Ze względu na niewielkie różnice w rozmiarach obydwu składników tego układu można mówić o nim jako o planetoidzie podwójnej.
Obydwa składniki obiegają środek masy w czasie około 0,7 dnia lub – według innych danych – 27,4 godziny. W drugim przypadku okres obiegu wokół barycentrum i obrót obydwu składników jest taki sam. Półoś wielka orbity satelity Atami wynosi około 20 km.
Prowizoryczne oznaczenie satelity tej asteroidy to S/2005 (1139) 1.